# ایمی دیویدسن
 ایمی دیویدسن (انگلیسی: Amy Davidson؛ زادهٔ ۱۵ سپتامبر ۱۹۷۹) یک هنرپیشه، و بازیگر سینما اهل ایالات متحده آمریکا است. وی از سال ۱۹۹۵ میلادی تاکنون مشغول فعالیت بوده‌است.